# Elecciones parlamentarias de Checoslovaquia de 1990
Las elecciones federales de Checoslovaquia fueron realizadas entre el 8 y el 9 de junio de 1990, para elegir a miembros de la Asamblea Federal de Checoslovaquia, junto con las elecciones para las asambleas de Eslovaquia y República Checa. Fueron las primeras elecciones realizadas en el país, desde el fin del mandato comunista, ocurrido siete meses atrás, tras la Revolución de Terciopelo, y las primeras elecciones libres realizadas desde 1946.
Las elecciones fueron una victoria integral para el movimiento del último Presidente de Checoslovaquia Václav Havel. El ala checa, el Foro Cívico, obtuvo 68 de los 150 escaños en la Cámara del Pueblo, y 50 de los 150 escaños en la Cámara de las Naciones. Su homólogo eslovaco, Público Contra la Violencia, ganó 19 escaños en la Cámara del Pueblo y 33 escaños en la Cámara de las Naciones. El Foro Cívico obtuvo el 36% de los votos para la Cámara del Pueblo, siendo el partido checoslovaco más grande en unas elecciones libres.
Las dos alas del movimiento de Havel lideraron una amplia mayoría parlamentaria, obteniendo en forma conjunta 87 escaños en la Cámara del Pueblo y 83 en la Cámara de las Naciones. Fue la única vez en la historia de Checoslovaquia en donde un partido o una coalición ganara la mayoría absoluta de escaños en una elección libre. La participación electoral fue de un 96.2%. El Partido Comunista de Checoslovaquia, que se presentó por primera vez en unas elecciones justas en 44 años, logró una presencia más fuerte de lo esperado, obteniendo el 13% de los votos en ambas Cámaras, siendo el segundo partido más grande, después del Foro Cívico.
A pesar de que el Foro Cívico y Público Contra la Violencia tenían escaños más que suficientes para poder gobernar sin la ayuda de otros partidos, buscaron una base más amplia. Se dejó en evidencia de que ellos buscaban formar una coalición con todos los  partidos políticos, a excepción de los comunistas y del Partido Nacional Eslovaco.

## Resultados

### Cámara del Pueblo
| Partido                                                              | Votos      | %    | Escaños |
| -------------------------------------------------------------------- | ---------- | ---- | ------- |
| Foro Cívico                                                          | 3.851.172  | 36.2 | 68      |
| Partido Comunista de Checoslovaquia                                  | 1.445.407  | 13.6 | 23      |
| Público Contra la Violencia                                          | 1.104.125  | 10.4 | 19      |
| Movimiento Demócrata Cristiano                                       | 644.008    | 6.1  | 11      |
| Unión Cristiana y Democráta                                          | 629.359    | 5.9  | 9       |
| Movimiento por una Democracia Autónoma-Partido por Moravia y Silesia | 572.015    | 5.4  | 9       |
| Partido Nacional Eslovaco                                            | 372.025    | 3.5  | 6       |
| Alianza de Granjeros y Campesinos                                    | 360.779    | 3.4  | 0       |
| Partido Socialdemócrata Checo                                        | 342.455    | 3.2  | 0       |
| Partido Verde                                                        | 332.974    | 3.1  | 0       |
| Coexistencia–Movimiento Democrático Cristiano Húngaro                | 296.575    | 2.8  | 5       |
| Partido Socialista Checoslovaco                                      | 201.532    | 1.9  | 0       |
| Partido Democrático de Eslovaquia                                    | 149.310    | 1.4  | 0       |
| Partido Democrático Popular–Congreso por la República                | 76.338     | 0.7  | 0       |
| Bloque Libre                                                         | 64.070     | 0.6  | 0       |
| Partido de la Libertad                                               | 49.012     | 0.5  | 0       |
| VSZS                                                                 | 47.971     | 0.5  | 0       |
| Foro Democrático Checoslovaco                                        | 23.428     | 0.2  | 0       |
| Rómovia                                                              | 22.670     | 0.2  | 0       |
| Movimiento de Libertades Civiles                                     | 22.165     | 0.2  | 0       |
| Movimiento del Entendimiento Checoslovaco                            | 21.979     | 0.2  | 0       |
| Partido de los Amigos de la Cerveza                                  | 8.943      | 0.1  | 0       |
| Votos en blanco/nulos                                                | 136.929    | –    | –       |
| Total                                                                | 10.775.125 | 100  | 150     |
| Fuente: Nohlen & Stöver                                              |            |      |         |

### Cámara de las Naciones
| Partido                                                              | Votos      | %    | Escaños |
| -------------------------------------------------------------------- | ---------- | ---- | ------- |
| Foro Cívico                                                          | 3.613.513  | 34.0 | 50      |
| Partido Comunista de Checoslovaquia                                  | 1.452.659  | 13.7 | 24      |
| Público Contra la Violencia                                          | 1.262.278  | 11.9 | 33      |
| Movimiento por una Democracia Autónoma–Partido por Moravia y Silesia | 658.477    | 6.2  | 7       |
| Unión Cristiana y Democrática                                        | 633.053    | 6.0  | 6       |
| Movimiento Demócrata Cristiano                                       | 564.172    | 5.3  | 14      |
| Partido Nacional Eslovaco                                            | 387.387    | 3.6  | 9       |
| Alianza de Granjeros y Campesinos                                    | 359.474    | 3.4  | 0       |
| Partido Socialdemócrata Checo                                        | 352.678    | 3.3  | 0       |
| Partido Verde                                                        | 336.310    | 3.2  | 0       |
| Coexistencia–Movimiento Democrático Cristiano Húngaro                | 287.426    | 2.7  | 7       |
| Partido Socialista Checoslovaco                                      | 210.735    | 2.0  | 0       |
| Partido Democrático Eslovaco                                         | 124.561    | 1.2  | 0       |
| Bloque Libre                                                         | 84.553     | 0.8  | 0       |
| Partido Democrático Popular–Congreso por la República                | 79.324     | 0.8  | 0       |
| VSZS                                                                 | 54.916     | 0.5  | 0       |
| Partido de la Libertad                                               | 42.111     | 0.4  | 0       |
| Foro Democrático Checoslovaco                                        | 32.543     | 0.3  | 0       |
| Movimiento del Entendimiento Checoslovaco                            | 25.672     | 0.2  | 0       |
| Movimiento de Libertades Civiles                                     | 22,124     | 0.2  | 0       |
| Rómovia                                                              | 20.445     | 0.2  | 0       |
| Partido de los Amigos de la Cerveza                                  | 13.869     | 0.1  | 0       |
| Votos en blanco/nulos                                                | 139.731    | –    | –       |
| Total                                                                | 10.758.011 | 100  | 150     |
| Fuente: Nohlen & Stöver                                              |            |      |         |